# Związek Polaków we Francji
Związek Polaków we Francji - organizacja utworzona 11 grudnia 1938 na zjeździe w Douai, będąca następcą rozwiązanej tego samego dnia Rady Porozumiewawczej Związków Polskich we Francji.

## Historia

### Utworzenie związku
11 grudnia 1938 w Douai utworzony został Związek Polaków we Francji, będący następcą utworzonej w 1933 roku Rady Porozumiewawczej i stanowiący kontynuację misji konsolidacji emigracji polskiej we Francji. Prezesem związku wybrany został Józef Szymanowski, wcześniejszy prezes Komitetu Towarzystw Miejscowych, a sekretarzem generalnym Piotr Kalinowski, dotychczasowy sekretarz generalny Rady Porozumiewawczej. Prezes Rady Porozumiewawczej - Stefan Rejer, został mianowany prezesem honorowym związku.

### Po wybuchu wojny
2 września 1939 Konsulat Generalny RP w Lille powołał Polski Komitet Obywatelski, w którego skład weszli m. in. wszyscy przedstawiciele organizacji zrzeszonych w strukturach Związku Polaków. Od 4 września biura Związku Polaków zaczęły pełnić funkcję biur rekrutacyjnych do formowanych we Francji Polskich Sił Zbrojnych na Zachodzie. W czerwcu 1940 roku Związek Polaków we Francji przeniósł swoją siedzibę z Lille do Lyonu.

### Po zakończeniu wojny
W 1945 roku, na zjeździe zorganizowanym w dniach 27-28 maja w Paryżu, w miejsce Związku Polaków we Francji, utworzono Centralny Związek Polaków we Francji.